# Cheiridopsis amabilis
Cheiridopsis amabilis är en isörtsväxtart som beskrevs av Steven A. Hammer. Cheiridopsis amabilis ingår i släktet Cheiridopsis och familjen isörtsväxter. Inga underarter finns listade i Catalogue of Life.